# 1. Fußball-Club Köln 01/07 1999-2000
Questa voce raccoglie le informazioni riguardanti il 1. Fußball-Club Köln 01/07 nelle competizioni ufficiali della stagione 1999-2000.

## Stagione
Nella stagione 1999-2000 il Colonia, allenato da Ewald Lienen, concluse il campionato di 2. Bundesliga al 1º posto e fu promosso in Bundesliga. In Coppa di Germania il Colonia fu eliminato agli ottavi di finale dallo Stoccarda.

## Rosa
| N. |                                 | Ruolo | Calciatore           |
| -- | ------------------------------- | ----- | -------------------- |
| 1  | Germania (bandiera)             | P     | Markus Pröll         |
| 2  | Germania (bandiera)             | C     | Markus Bähr          |
| 3  | Germania (bandiera)             | D     | Alexander Voigt      |
| 4  | Zambia (bandiera)               | D     | Moses Sichone        |
| 5  | Slovenia (bandiera)             | D     | Spasoje Bulajič      |
| 6  | Nigeria (bandiera)              | C     | Pascal Ojigwe        |
| 7  | Germania (bandiera)             | C     | Ralf Hauptmann       |
| 8  | Germania (bandiera)             | A     | Matthias Scherz      |
| 9  | Bulgaria (bandiera)             | A     | Georgi Donkov        |
| 10 | Germania (bandiera)             | C     | Claus-Dieter Wollitz |
| 12 | Germania (bandiera)             | D     | Carsten Cullmann     |
| 13 | Polonia (bandiera)              | D     | Janosch Dziwior      |
| 14 | Bosnia ed Erzegovina (bandiera) | C     | Nermin Celikovic     |
| 15 | Germania (bandiera)             | C     | Christian Springer   |

| N. |                         | Ruolo | Calciatore       |
| -- | ----------------------- | ----- | ---------------- |
| 16 | Germania (bandiera)     | P     | Sebastian Selke  |
| 17 | Germania (bandiera)     | C     | Marcel Gebhardt  |
| 18 | Germania (bandiera)     | A     | Markus Kurth     |
| 19 | Germania (bandiera)     | C     | Michael Rösele   |
| 20 | Germania (bandiera)     | D     | Thomas Cichon    |
| 22 | Germania (bandiera)     | C     | Stephan Glaser   |
| 23 | Germania (bandiera)     | A     | Christian Timm   |
| 24 | Austria (bandiera)      | A     | Ralph Hasenhüttl |
| 26 | Grecia (bandiera)       | C     | Evangelos Nessos |
| 28 | RD del Congo (bandiera) | A     | Joseph Londji    |
| 30 | Germania (bandiera)     | C     | Dirk Lottner     |
| 33 | Germania (bandiera)     | C     | Markus Dworrak   |
| 35 | Germania (bandiera)     | P     | Ronny Teuber     |

## Organigramma societario
Area tecnica
- Allenatore: Ewald Lienen
- Allenatore in seconda: Ján Kocian
- Preparatore dei portieri: Rolf Herings
- Preparatori atletici:

## Calciomercato

### Sessione estiva
| Acquisti | Acquisti        | Acquisti             | Acquisti |
| R.       | Nome            | da                   | Modalità |
| -------- | --------------- | -------------------- | -------- |
| C        | Markus Dworrak  | Rot-Weiß Lüdenscheid |          |
| D        | Janosch Dziwior | Gütersloh            |          |
| C        | Marcel Gebhardt | Colonia II           |          |
| A        | Markus Kurth    | Norimberga           |          |
| C        | Pascal Ojigwe   | Kaiserslautern       |          |
| A        | Matthias Scherz | St. Pauli            |          |
| D        | Moses Sichone   | Nchanga Rangers      |          |
| A        | Christian Timm  | Borussia Dortmund    |          |

| Cessioni | Cessioni          | Cessioni             | Cessioni |
| R.       | Nome              | a                    | Modalità |
| -------- | ----------------- | -------------------- | -------- |
| D        | Dennis Grassow    | Unterhaching         |          |
| C        | Karsten Hutwelker | Saarbrücken          |          |
| A        | Luciano Emílio    | Alemannia Aquisgrana |          |
| C        | Dorinel Munteanu  | Wolfsburg            |          |
| D        | Dirk Schuster     | Antalyaspor          |          |
| A        | Josef Tuma        | Schweinfurt 05       |          |
| C        | Goran Vučević     | Hajduk Spalato       |          |
| C        | Marco Weller      | Dinamo Dresda        |          |

### Sessione invernale
| Acquisti | Acquisti     | Acquisti       | Acquisti |
| R.       | Nome         | da             | Modalità |
| -------- | ------------ | -------------- | -------- |
| P        | Ronny Teuber | Greuther Fürth |          |

| Cessioni | Cessioni       | Cessioni         | Cessioni |
| R.       | Nome           | a                | Modalità |
| -------- | -------------- | ---------------- | -------- |
| A        | Khodadad Azizi | S.J. Earthquakes |          |

## Risultati

### 2. Bundesliga

#### Girone di andata
| Arbitro: | Berg |

|              |           |  |
| Springer 71’ | Marcatori |  |

| Fürth 20 agosto 1999, ore 19:00 CEST 2ª giornata | Greuther Fürth | 0 – 0 referto | Colonia | Playmobil-Stadion (11 153 spett.)\| Arbitro: \| Wagner \| |
| Arbitro:                                         | Wagner         |               |         |                                                           |

| Arbitro: | Weber |

|                                              |           |              |
| Scherz 21’ Wollitz 35’ Springer 56’ Timm 58’ | Marcatori | 18’ Pfuderer |

| Arbitro: | Wendorf |

|                      |           |                          |
| Weber 21’ Ristau 53’ | Marcatori | 31’ Azizi 60’, 68’ Kurth |

| Arbitro: | Kammerer |

|                |           |            |
| Hasenhüttl 78’ | Marcatori | 15’ Walker |

| Arbitro: | Strampe |

|                                                   |           |                 |
| Ketelaer 57’ Scherz 80’ (aut.) Polster 87’ (rig.) | Marcatori | 40’ (rig.) Timm |

| Arbitro: | Trautmann |

|                                |           |  |
| Lottner 21’ Kurth 45’ Timm 83’ | Marcatori |  |

| Arbitro: | Perl |

|  |           |                  |
|  | Marcatori | 90’ (aut.) Ćurko |

| Arbitro: | Werthmann |

|                             |           |  |
| Lottner 15’, 58’ Cichon 45’ | Marcatori |  |

| Magonza 29 ottobre 1999, ore 19:00 CEST 10ª giornata | Magonza | 0 – 0 referto | Colonia | Stadion am Bruchweg (12 236 spett.)\| Arbitro: \| Lange \| |
| Arbitro:                                             | Lange   |               |         |                                                            |

| Arbitro: | Gettke |

|                                                                |           |          |
| Springer 16’ Kurth 23’ Dziwior 37’ Lottner 51’, 90’ Scherz 86’ | Marcatori | 90’ Nikl |

| Arbitro: | Berg |

|           |           |                                   |
| König 27’ | Marcatori | 45’ (rig.), 79’ Lottner 47’ Kurth |

| Arbitro: | Schmidt |

|                          |           |                      |
| Lottner 3’, 83’ Timm 86’ | Marcatori | 48’ (aut.) Hauptmann |

| Karlsruhe 6 dicembre 1999, ore 20:15 CET 14ª giornata | Karlsruhe | 0 – 0 referto | Colonia | Wildparkstadion (10 500 spett.)\| Arbitro: \| Haupt \| |
| Arbitro:                                              | Haupt     |               |         |                                                        |

| Arbitro: | Sippel |

|                                          |           |  |
| Cichon 27’ Kurth 32’ Timm 58’ Donkov 76’ | Marcatori |  |

| Arbitro: | Hufgard |

|           |           |                      |
| Hanke 39’ | Marcatori | 67’ Kurth 82’ Donkov |

| Arbitro: | Hauer |

|                                                   |           |            |
| Lottner 11’ (rig.), 40’ Scherz 35’ Hasenhüttl 90’ | Marcatori | 77’ Helbig |

#### Girone di ritorno
| Arbitro: | Anklam |

|          |           |  |
| Vier 53’ | Marcatori |  |

| Arbitro: | Blumenstein |

|                                  |           |                               |
| Walther 26’ (aut.) Hauptmann 40’ | Marcatori | 66’ Meichelbeck 81’ Škarabela |

| Arbitro: | Schößling |

|           |           |                         |
| Marić 80’ | Marcatori | 56’ Donkov 74’ Springer |

| Arbitro: | Jansen |

|                                  |           |  |
| Timm 36’ Springer 62’ Donkov 77’ | Marcatori |  |

| Arbitro: | Hilmes |

|                        |           |  |
| Kir'jakov 5’ Ćirić 16’ | Marcatori |  |

| Arbitro: | Stark |

|             |           |              |
| Lottner 90’ | Marcatori | 82’ Ketelaer |

| Arbitro: | Frank |

|                  |           |           |
| Protzel 27’, 71’ | Marcatori | 66’ Kurth |

| Arbitro: | Anklam |

|              |           |                  |
| Cullmann 52’ | Marcatori | 5’ Grevelhörster |

| Arbitro: | Kemmling |

|                                             |           |          |
| Younga-Mouhani 6’, 38’ Schuler 60’ Graf 90’ | Marcatori | 55’ Timm |

| Arbitro: | Lange |

|            |           |  |
| Donkov 15’ | Marcatori |  |

| Arbitro: | Schmidt |

|             |           |             |
| Stoilov 30’ | Marcatori | 42’ Lottner |

| Arbitro: | Hauer |

|                            |           |               |
| Springer 20’ Hauptmann 57’ | Marcatori | 9’ Jendrossek |

| Arbitro: | Hufgard |

|                                   |           |                                                         |
| Kobylański 2’ Stendel 7’ Lala 63’ | Marcatori | 41’ Lottner 65’ Cullmann 67’ Cichon 81’ Voigt 84’ Kurth |

| Arbitro: | Frank |

|             |           |                     |
| Wollitz 11’ | Marcatori | 39’ Bäumer 78’ Auer |

| Arbitro: | Jansen |

|         |           |                     |
| Xie 76’ | Marcatori | 2’ Voigt 33’ Scherz |

| Arbitro: | Kircher |

|                                                             |           |                                    |
| Cichon 2’ Donkov 3’ Springer 31’ Ojigwe 38’, 61’ Scherz 53’ | Marcatori | 12’ Wehlage 18’ Klasnić 60’ Gerber |

| Arbitro: | Fleischer |

|                         |           |  |
| Irrgang 43’ Miriuță 49’ | Marcatori |  |

### Coppa di Germania
| Arbitro: | Wack |

|            |           |                                                            |
| Ebbers 45’ | Marcatori | 6’, 14’, 26’, 83’ Timm 33’ Ojigwe 67’ Cullmann 78’ Dziwior |

| Arbitro: | Albrecht |

|                        |           |              |
| Donkov 44’ Lottner 45’ | Marcatori | 47’ Gebhardt |

| Arbitro: | Wack |

|                                    |           |  |
| Ganea 37’, 63’ Pinto 52’ Hosny 90’ | Marcatori |  |

## Statistiche

### Statistiche di squadra
| Competizione      | Punti | In casa | In casa | In casa | In casa | In casa | In casa | In trasferta | In trasferta | In trasferta | In trasferta | In trasferta | In trasferta | Totale | Totale | Totale | Totale | Totale | Totale | DR  |
| Competizione      | Punti | G       | V       | N       | P       | Gf      | Gs      | G            | V            | N            | P            | Gf           | Gs           | G      | V      | N      | P      | Gf     | Gs     | DR  |
| ----------------- | ----- | ------- | ------- | ------- | ------- | ------- | ------- | ------------ | ------------ | ------------ | ------------ | ------------ | ------------ | ------ | ------ | ------ | ------ | ------ | ------ | --- |
| 2. Bundesliga     | 65    | 17      | 12      | 4       | 1       | 46      | 15      | 17           | 7            | 4            | 6            | 22           | 24           | 34     | 19     | 8      | 7      | 68     | 39     | +29 |
| Coppa di Germania | -     | 1       | 1       | 0       | 0       | 2       | 1       | 2            | 1            | 0            | 1            | 7            | 5            | 3      | 2      | 0      | 1      | 9      | 6      | +3  |
| Totale            | 65    | 18      | 13      | 4       | 1       | 48      | 16      | 19           | 8            | 4            | 7            | 29           | 29           | 37     | 21     | 8      | 8      | 77     | 45     | +32 |

### Andamento in campionato
| Giornata  | 1 | 2 | 3 | 4 | 5 | 6 | 7 | 8 | 9 | 10 | 11 | 12 | 13 | 14 | 15 | 16 | 17 | 18 | 19 | 20 | 21 | 22 | 23 | 24 | 25 | 26 | 27 | 28 | 29 | 30 | 31 | 32 | 33 | 34 |
| --------- | - | - | - | - | - | - | - | - | - | -- | -- | -- | -- | -- | -- | -- | -- | -- | -- | -- | -- | -- | -- | -- | -- | -- | -- | -- | -- | -- | -- | -- | -- | -- |
| Luogo     | C | T | C | T | C | T | C | T | C | T  | C  | T  | C  | T  | C  | T  | C  | T  | C  | T  | C  | T  | C  | T  | C  | T  | C  | T  | C  | T  | C  | T  | C  | T  |
| Risultato | V | N | V | V | N | P | V | V | V | N  | V  | V  | V  | N  | V  | V  | V  | P  | N  | V  | V  | P  | N  | P  | N  | P  | V  | N  | V  | V  | P  | V  | V  | P  |
| Posizione | 7 | 5 | 4 | 2 | 2 | 6 | 2 | 1 | 1 | 2  | 1  | 1  | 1  | 1  | 1  | 1  | 1  | 1  | 1  | 1  | 1  | 1  | 1  | 1  | 1  | 1  | 1  | 1  | 1  | 1  | 1  | 1  | 1  | 1  |

Legenda:

Luogo: C = Casa; T = Trasferta. Risultato: V = Vittoria; N = Pareggio; P = Sconfitta.

### Statistiche dei giocatori
!! colspan="4" | Totale

| Giocatore     | 2. Bundesliga | 2. Bundesliga | 2. Bundesliga | 2. Bundesliga | Coppa di Germania K. Azizi | Coppa di Germania K. Azizi | Coppa di Germania K. Azizi | Coppa di Germania K. Azizi | 3        | 1    | 2           | 0          | 0 | 0 | 0 | 0 | 3 | 1 | 2 | 0 |
| Giocatore     | Presenze      | Reti          | Ammonizioni   | Espulsioni    | Presenze                   | Reti                       | Ammonizioni                | Espulsioni                 | Presenze | Reti | Ammonizioni | Espulsioni |   |   |   |   |   |   |   |   |
| S. Bulajič    | 9             | 0             | 0             | 0             | 0                          | 0                          | 0                          | 0                          | 9        | 0    | 0           | 0          |   |   |   |   |   |   |   |   |
| M. Bähr       | 4             | 0             | 0             | 0             | 0                          | 0                          | 0                          | 0                          | 4        | 0    | 0           | 0          |   |   |   |   |   |   |   |   |
| N. Celikovic  | 0             | 0             | 0             | 0             | 0                          | 0                          | 0                          | 0                          | 0        | 0    | 0           | 0          |   |   |   |   |   |   |   |   |
| T. Cichon     | 27            | 4             | 2             | 0             | 3                          | 0                          | 1                          | 0                          | 30       | 4    | 3           | 0          |   |   |   |   |   |   |   |   |
| C. Cullmann   | 22            | 2             | 3             | 1             | 2                          | 1                          | 0                          | 0                          | 24       | 3    | 3           | 1          |   |   |   |   |   |   |   |   |
| G. Donkov     | 30            | 6             | 5             | 0             | 2                          | 1                          | 0                          | 0                          | 32       | 7    | 5           | 0          |   |   |   |   |   |   |   |   |
| M. Dworrak    | 6             | 0             | 1             | 0             | 1                          | 0                          | 0                          | 0                          | 7        | 0    | 1           | 0          |   |   |   |   |   |   |   |   |
| J. Dziwior    | 26            | 1             | 4             | 0             | 3                          | 1                          | 0                          | 0                          | 29       | 2    | 4           | 0          |   |   |   |   |   |   |   |   |
| M. Gebhardt   | 1             | 0             | 0             | 0             | 0                          | 0                          | 0                          | 0                          | 1        | 0    | 0           | 0          |   |   |   |   |   |   |   |   |
| S. Glaser     | 3             | 0             | 0             | 0             | 0                          | 0                          | 0                          | 0                          | 3        | 0    | 0           | 0          |   |   |   |   |   |   |   |   |
| R. Hasenhüttl | 24            | 2             | 1             | 0             | 2                          | 0                          | 0                          | 0                          | 26       | 2    | 1           | 0          |   |   |   |   |   |   |   |   |
| R. Hauptmann  | 14            | 2             | 3             | 0             | 2                          | 0                          | 0                          | 0                          | 16       | 2    | 3           | 0          |   |   |   |   |   |   |   |   |
| M. Kurth      | 32            | 9             | 2             | 0             | 2                          | 0                          | 1                          | 0                          | 34       | 9    | 3           | 0          |   |   |   |   |   |   |   |   |
| J. Londji     | 0             | 0             | 0             | 0             | 0                          | 0                          | 0                          | 0                          | 0        | 0    | 0           | 0          |   |   |   |   |   |   |   |   |
| D. Lottner    | 30            | 14            | 7             | 0             | 3                          | 1                          | 0                          | 0                          | 33       | 15   | 7           | 0          |   |   |   |   |   |   |   |   |
| P. Ojigwe     | 32            | 2             | 5             | 0             | 3                          | 1                          | 0                          | 0                          | 35       | 3    | 5           | 0          |   |   |   |   |   |   |   |   |
| M. Pröll      | 34            | 0             | 2             | 0             | 3                          | 0                          | 0                          | 0                          | 37       | 0    | 2           | 0          |   |   |   |   |   |   |   |   |
| M. Rösele     | 16            | 0             | 2             | 0             | 1                          | 0                          | 0                          | 0                          | 17       | 0    | 2           | 0          |   |   |   |   |   |   |   |   |
| M. Scherz     | 30            | 5             | 5             | 0             | 3                          | 0                          | 1                          | 0                          | 33       | 5    | 6           | 0          |   |   |   |   |   |   |   |   |
| S. Selke      | 0             | 0             | 0             | 0             | 0                          | 0                          | 0                          | 0                          | 0        | 0    | 0           | 0          |   |   |   |   |   |   |   |   |
| M. Sichone    | 27            | 0             | 7             | 0             | 2                          | 0                          | 0                          | 0                          | 29       | 0    | 7           | 0          |   |   |   |   |   |   |   |   |
| C. Springer   | 33            | 7             | 9             | 0             | 3                          | 0                          | 0                          | 0                          | 36       | 7    | 9           | 0          |   |   |   |   |   |   |   |   |
| R. Teuber     | 0             | 0             | 0             | 0             | 0                          | 0                          | 0                          | 0                          | 0        | 0    | 0           | 0          |   |   |   |   |   |   |   |   |
| C. Timm       | 26            | 7             | 1             | 0             | 2                          | 4                          | 1                          | 0                          | 28       | 11   | 2           | 0          |   |   |   |   |   |   |   |   |
| A. Voigt      | 31            | 2             | 7             | 0             | 3                          | 0                          | 1                          | 0                          | 34       | 2    | 8           | 0          |   |   |   |   |   |   |   |   |
| C. Wollitz    | 14            | 2             | 2             | 0             | 2                          | 0                          | 0                          | 0                          | 16       | 2    | 2           | 0          |   |   |   |   |   |   |   |   |